# Invictus Gaming
Invictus Gaming (iG) — китайська кіберспортивна організація, створена у 2011 році. Найбільшими досягненнями клубу є перемоги на чемпіонатах світу з Dota 2 (2012) та League of Legends (2018).
Invictus Gaming було засновано в серпні 2011 року. Володарем компанії став Ван Сіконг, син одного з найбагатших людей Китаю Ван Цзяньліня. Організація підписала найсильніший склад китайських гравців у Dota 2, League of Legends та Starcraft 2 на той час, що виступав під тегом Catastrophic Cruel Memory. Сума трансферу склала 6,2 млн доларів. Одразу після цього Invictus Gaming запросили чотирьох гравців з команди LGD, створивши два повноцінних склади з Dota 2 — iG.Y та iG.Z. 

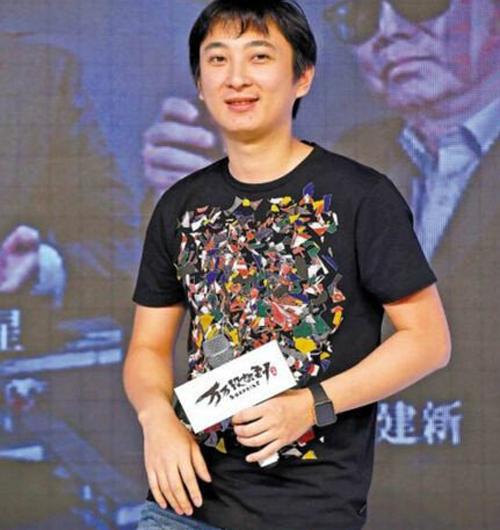
Засновник Invictus Gaming Ван Сіконг

У 2012 році Invictus Gaming перемогли на головному турнірі року з Dota 2 The International 2012, подолавши в фіналі чинних володарів трофея українців з Natus Vincere (3:1) та отримавши головний приз — 1 млн доларів. Перемога китайського колективу із професійним ставленням до справи над командами з інших регіонів, які вважали Dota 2 забавкою, зміцнила позиції гри як справжньої кіберспортивної дисципліни, яка потребує ретельної підготовки та тренувань.
Протягом наступних років Invictus Gaming утримували провідні позиції на китайській кіберспортивній сцені. Організація мала состави в декількох популярних дисциплінах: Dota 2, League of Legends, Hearthstone, Starcraft 2, PUBG, CS:GO та інших. У 2018 році команда Invictus Gaming виграла чемпіонат світу з League of Legends, подолавши в фіналі Fnatic (3:0).
2021 року Invictus Gaming стали переможцем ONE Esports Singapore Major 2021 із Dota 2, здолавши в гранд-фіналі американську команду Evil Geniuses, отримавши за перемогу $200,000 і 500 очок DPC.
Станом на 2022 рок Invictus Gaming посідає 11 місце у світі за кількістю виграних призових — майже 15 млн доларів США.